# Uracanthus cryptophagus
Uracanthus cryptophagus är en skalbaggsart som beskrevs av Arthur Sidney Olliff 1892. Uracanthus cryptophagus ingår i släktet Uracanthus och familjen långhorningar. Inga underarter finns listade i Catalogue of Life.